# Södertälje
Södertälje [søːdəˈʈɛlˌje] ⓘ ist eine schwedische Stadt südwestlich von Stockholm in der Provinz Stockholms län und der historischen Provinz Södermanland. Sie ist Hauptort der gleichnamigen Gemeinde.
Ein kleiner Teil (zwei Hektar ohne Einwohner, 2015) des Tätorts Södertälje liegt auf dem Territorium der nordöstlichen Nachbargemeinde Salem.

## Sehenswürdigkeiten

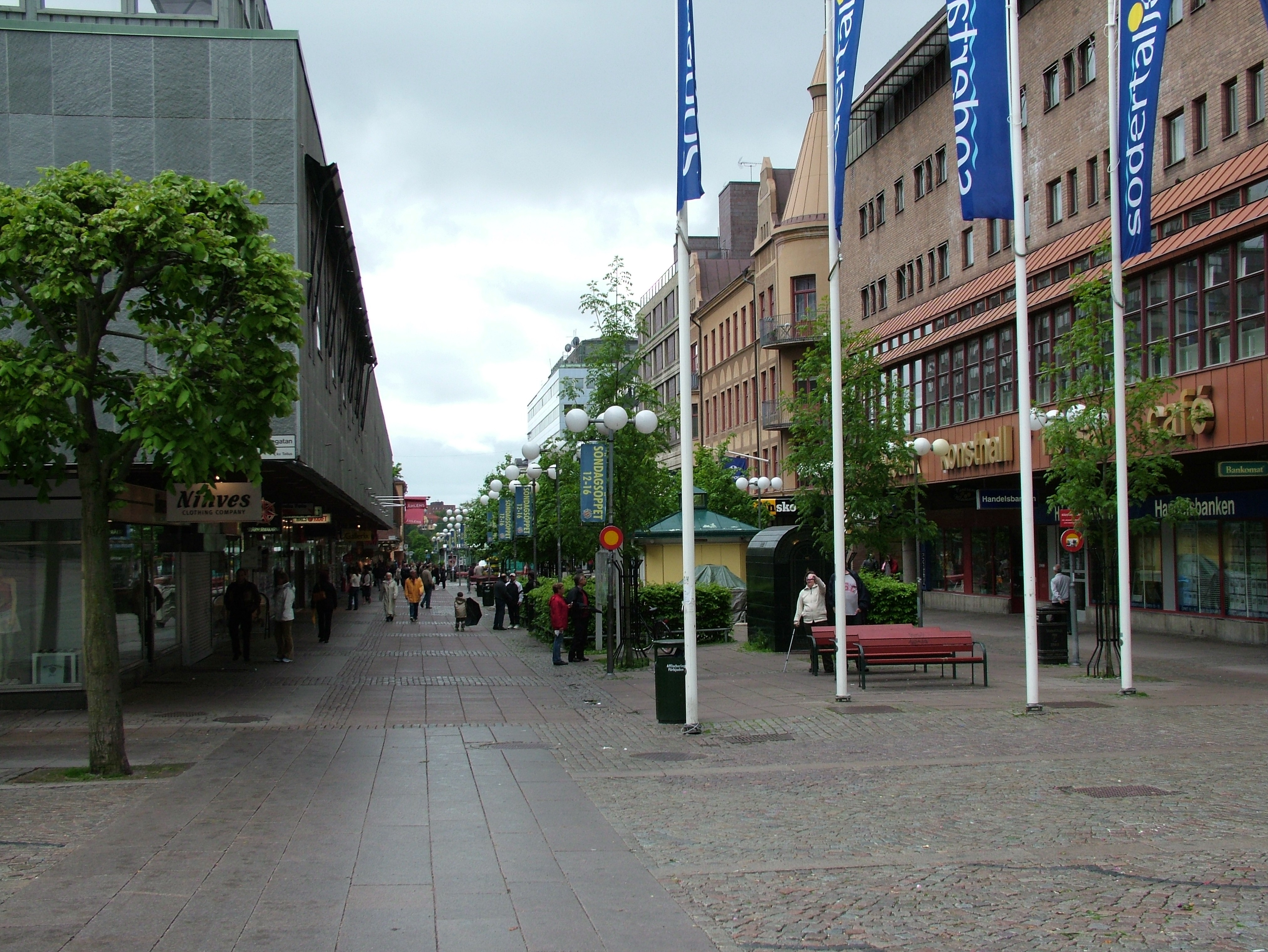
Fußgängerzone in Södertälje

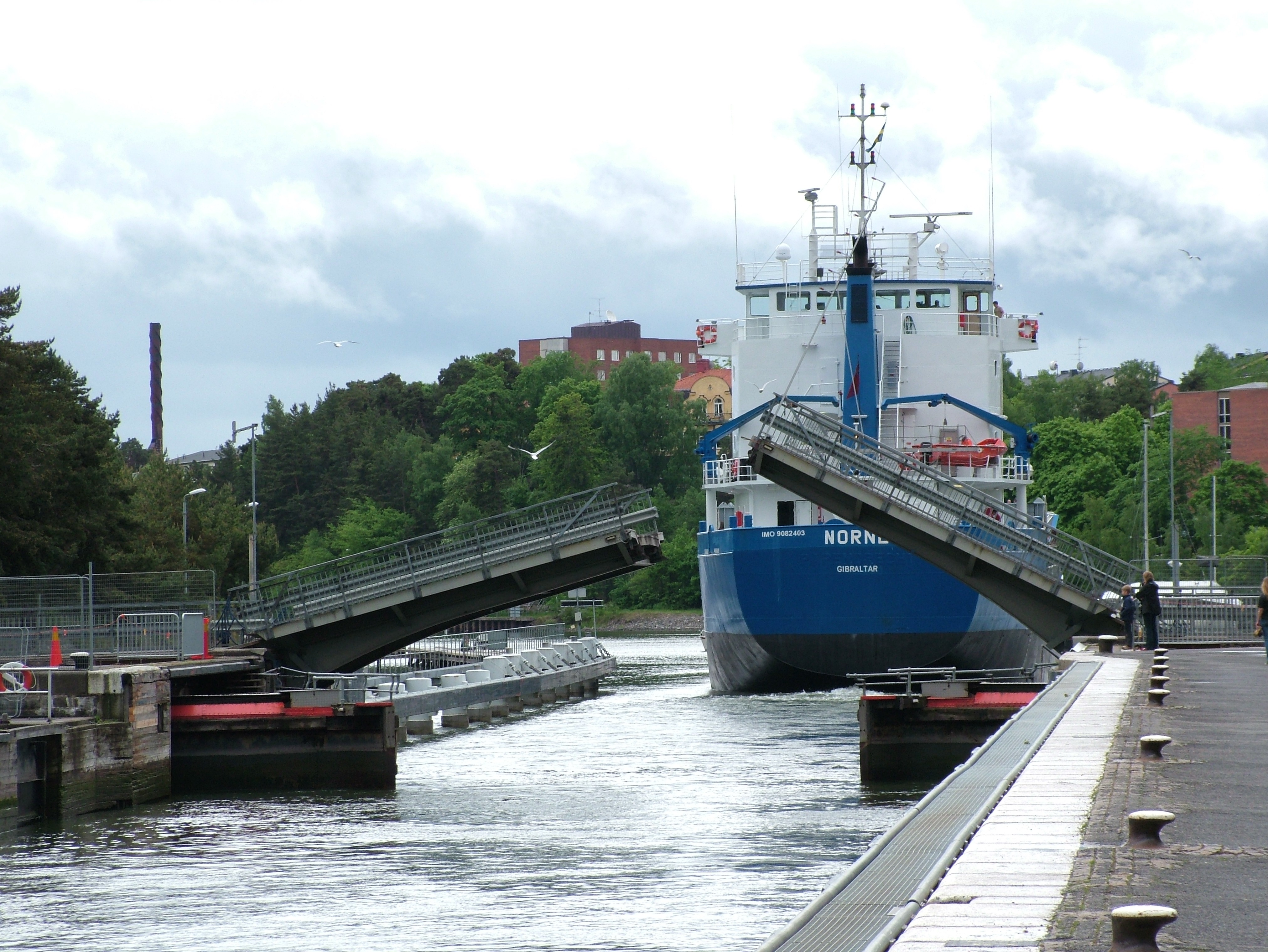
Schleuse in Södertälje

Die Ejdern, eines der ältesten noch in Betrieb befindlichen Dampfschiffe der Welt, befindet sich in Södertälje.
Auf dem Torekällberget im zentralen Södertälje liegt das Freilichtmuseum Torekällbergets Freiluftmuseum mit dem Södertälje Stadsmuseum. Hier sind unter anderem die Windmühle Nora kvarn und alte Södertäljer Häuser und Höfe zu besichtigen. Das Museum wurde 1929 eröffnet.
Im Wissenschaftszentrum Tom Tits Experiment lässt sich Technik erleben.

## Wirtschaft
Södertälje ist Sitz zweier großer und international bedeutender Unternehmen:
- Scania ist einer der größten Nutzfahrzeughersteller der Welt und beheimatet in Södertälje seine Hauptverwaltung sowie Forschung, Entwicklung und Produktion. Am Stadtrand von Södertälje liegt zudem eine weitläufige Teststrecke von Scania.
- Der schwedisch-britische Pharmakonzern AstraZeneca mit Hauptsitz in London hat in Södertälje seine Entwicklungs- und Forschungsabteilung.

## Verkehr
Im Jahr 2003 erhielt Södertälje zwei neue Zubringerstraßen zur Europastraße E4. Darüber hinaus gibt es Bahnverbindungen nach Stockholm, Eskilstuna, Göteborg und Helsingborg/Malmö. Durch Södertälje führt ein Kanal, der den Mälarsee mit der Ostsee verbindet.

## Religion
Die Stadt ist Sitz des Apostolischen Visitators für die in Europa lebenden chaldäisch-katholischen Christen.

## Söhne und Töchter der Stadt
- Carl Lindström (1869–1932), Industrieller
- Tora Dahl (1886–1982), Romanautorin
- Bror Lagercrantz (1894–1981), Fechter
- Karl Gustaf Emanuel Abrahamsson (1896–1948), Eishockeyspieler
- Erik Adolf Efraim Abrahamsson (1898–1965), Weitspringer und Eishockeyspieler
- Sune Andersson (1921–2002), Fußballspieler und -trainer
- Harry Källström (1939–2009), Rallyefahrer
- Jan Guillou (* 1944), Journalist und Romanautor
- Göran Rosenberg (* 1948), Journalist und Schriftsteller
- Björn Borg (* 1956), ehemaliger Tennisspieler
- Tomas Norström (1956–2021), Theater- und Filmschauspieler sowie Drehbuchautor und Regisseur
- Die Brüder Richard (* 1964), Louis (* 1966) und Per (* 1958) Herrey, Musiker
- Catharina Elmsäter-Svärd (* 1965), Politikerin
- Per Texas Johansson (* 1969), Jazzmusiker
- Peter Carlsson (* 1970), Wirtschaftsmanager
- Anna-Maria Helsing (* 1971), finnisch-schwedische Dirigentin
- Stefan Nyman (* 1972), Eishockeyspieler und -trainer
- Erik Ryman (* 1972), Eishockeyspieler
- Karin Rådström (* 1979), Chief Executive Officer Mercedes-Benz Trucks
- Anna Andersson (* 1982), Eishockeyspielerin
- Carl Hagelin (* 1988), Eishockeyspieler
- Raby George (* 1992), Fußballspieler
- Marcus Sörensen (* 1992), Eishockeyspieler
- Felix Michel (* 1994), schwedisch-libanesischer Fußballspieler
- Alexandra Karlsson Tyrefors (* 2001), Schauspielerin